# Four Nations Chess League
Four Nations Chess League, w skrócie 4NCL – liga szachowa, organizowana w Wielkiej Brytanii od 1993 roku.

## Historia
Liga była pomysłem Chrisa Dunwortha, jako odpowiedź na brak brytyjskiej narodowej ligi szachowej, i miała na celu podniesienie rangi szachów klubowych. W pierwszym sezonie mistrzem został zespół Invicta Knights.
Początkowo w rozgrywkach uczestniczyły tylko kluby angielskie, jednak w 1994 roku dołączyły kluby z Walii i Irlandii. W 2002 roku po raz pierwszy 4NCL składała się z czterech dywizji.

## Charakterystyka
Są to najbardziej prestiżowe rozgrywki w Wielkiej Brytanii, obejmujące kluby angielskie, szkockie, walijskie i północnoirlandzkie, w których rocznie uczestniczy około 850 graczy. Liga odbywa się od października do maja. Składa się z czterech dywizji.
Organizatorem jest spółka 4NCL Ltd.

## Medaliści
| Sezon     | 1. miejsce                                | 2. miejsce                                | 3. miejsce                                |
| --------- | ----------------------------------------- | ----------------------------------------- | ----------------------------------------- |
| 1993/1994 | Invicta Knights Maidstone                 | Barbican Chess Club                       | Covent Garden                             |
| 1994/1995 | Midland Monarchs                          | Slough Chess Club                         | Wood Green Chess Club                     |
| 1995/1996 | Slough Chess Club                         | Midland Monarchs                          | Wood Green Chess Club                     |
| 1996/1997 | Midland Monarchs                          | Invicta Knights Maidstone                 | Slough Chess Club                         |
| 1997/1998 | Midland Monarchs                          | Invicta Knights Maidstone                 | Slough Chess Club                         |
| 1998/1999 | Slough Chess Club                         | Wood Green Chess Club                     | Bigwood                                   |
| 1999/2000 | Slough Chess Club                         | Wood Green Chess Club 1                   | Bigwood                                   |
| 2000/2001 | Beeson Gregory 1                          | Slough Chess Club                         | Wood Green Chess Club                     |
| 2001/2002 | Beeson Gregory 1                          | Wood Green Chess Club                     | Guildford-A&DC                            |
| 2002/2003 | Wood Green Chess Club 1                   | Guildford-A&DC                            | Barbican 4NCL 1                           |
| 2003/2004 | Guildford-A&DC                            | Wood Green Chess Club 1                   | Betsson.com                               |
| 2004/2005 | Wood Green Chess Club 1                   | Guildford-A&DC 1                          | Barbican 4NCL 1                           |
| 2005/2006 | Wood Green Chess Club 1                   | Guildford-A&DC 1                          | Slough Sharks                             |
| 2006/2007 | Guildford-A&DC 1                          | Guildford-A&DC 2                          | Hilsmark Kingfisher                       |
| 2007/2008 | Guildford-A&DC 1                          | Guildford-A&DC 2                          | Barbican 4NCL 1                           |
| 2008/2009 | Wood Green Hilsmark Kingfisher 1          | Guildford-A&DC 1                          | Guildford-A&DC 2                          |
| 2009/2010 | Wood Green Hilsmark Kingfisher 1          | Pride and Prejudice                       | Barbican 4NCL 1                           |
| 2010/2011 | Pride and Prejudice                       | Wood Green Hilsmark Kingfisher 1          | Thistle White Rose                        |
| 2011/2012 | Wood Green Hilsmark Kingfisher 1          | Guildford-4NCL 1                          | Thistle White Rose                        |
| 2012/2013 | Guildford-4NLC 1                          | Wood Green Hilsmark Kingfisher 1          | Barbican 4NCL 1                           |
| 2013/2014 | Guildford-4NLC 1                          | Wood Green Hilsmark Kingfisher 1          | White Rose Chess Club                     |
| 2014/2015 | Guildford-4NLC 1                          | Guildford-4NLC 2                          | Cheddleton & Leek Chess Club              |
| 2015/2016 | Guildford-4NLC 1                          | Cheddleton & Leek Chess Club              | Barbican 4NCL 1                           |
| 2016/2017 | Guildford-4NLC 1                          | Cheddleton & Leek Chess Club              | Guildford-4NLC 2                          |
| 2017/2018 | Guildford-4NLC 1                          | Cheddleton & Leek Chess Club              | White Rose Chess Club                     |
| 2018/2019 | Guildford-4NLC 1                          | chess.com Manx Liberty                    | Cheddleton & Leek Chess Club              |
| 2019/2020 | Guildford-4NLC 1                          | Wood Green 4NCL                           | Chessable White Rose                      |
| 2020/2021 | sezon odwołany z powodu pandemii COVID-19 | sezon odwołany z powodu pandemii COVID-19 | sezon odwołany z powodu pandemii COVID-19 |
| 2021/2022 | chess.com Manx Liberty                    | Wood Green 4NCL                           | Cheddleton & Leek Chess Club              |
| 2022/2023 | chess.com Manx Liberty                    | Chessable White Rose                      | Cheddleton & Leek Chess Club              |
| 2023/2024 | Wood Green                                | Manx Liberty                              | The Sharks                                |
| 2024/2025 | Manx Liberty                              | Wood Green                                | Wood Green Youth                          |